# Sexy Chick
Sexy Chick è un singolo del DJ francese David Guetta, pubblicato il 24 luglio 2009 come secondo estratto dal quarto album in studio One Love.
Il singolo ha visto la partecipazione alla parte vocale del cantautore e rapper statunitense Akon e del rapper Snoop Dogg.
Il brano è la versione censurata della canzone Sexy Bitch.

## Descrizione
Il brano a un mese dalla pubblicazione ha raggiunto la top 5 inglese, seguita proprio da "When love takes over" al 4º posto.
Il pezzo in realtà si chiama Sexy Bitch (ed è con questo titolo che è contenuta nell'album), ma è stata contestata perché la parola "bitch" (puttana) era piuttosto offensiva.

## Video musicale
Il videoclip del brano inizia con la vista di un biglietto per una serata ad Ibiza di David e di un viaggio in aereo della compagnia aerea Vueling. Una ragazza segue con lo sguardo l'aereo che le vola sopra la testa ed ecco Akon che si sveglia nel letto trovandosi intorno tantissime foto di ragazze, poi trova attaccata una foto allo specchio con vicino scritto l'invito ad una festa. Successivamente, viene mostrato David Guetta circondato da ragazze sul bordo di una piscina. Akon lo raggiunge ed insieme alle ragazze si tuffano varie volte. Poi arriva sera, entra in scena Cathy Guetta (la moglie di David) che segue Akon nel retroscena del Pacha, una discoteca dove David sta facendo musica. Akon lo raggiunge e canta il finale della canzone. Il video finisce con Akon che si risveglia ancora circondato dalle foto delle ragazze. Il video è stato girato a Ibiza il 30 luglio 2009.

## Tracce
CD-Single Virgin 3065592 (EMI) / EAN 5099930655928
1. Sexy Bitch – 3:15
2. Sexy Bitch (Chuckie & Lil Jon Remix) – 6:00
3. Sexy Chick (US Version) – 3:14

CD-Single Virgin 3077682 (EMI) / EAN 5099930776821
1. Sexy Bitch – 3:13
2. Sexy Bitch (Extended Version) – 5:12

CD-Maxi Virgin 3069102 (EMI) [fr] / EAN 5099930691025
1. Sexy Bitch (Chuckie & Lil Jon Remix) – 5:58
2. Sexy Bitch (Koen Groeneveld Remix) – 7:15
3. Sexy Bitch (Koen Groeneveld Remix David Guetta Vocal Re-Edit) – 7:30
4. Sexy Bitch (Abel Ramos Atlanta With Love Mix Remix) – 7:13
5. Sexy Bitch (Afrojack Remix) – 4:45
6. Sexy Bitch (Extended Version) – 5:12
7. Sexy Bitch – 3:13

12" Maxi Virgin 3078661 (EMI) [fr] / EAN 5099930786615
1. Sexy Bitch (Chuckie & Lil Jon Remix) – 5:58
2. Sexy Bitch (Extended Version) – 5:12
3. Sexy Bitch (Koen Groeneveld Remix) – 7:15
4. Sexy Bitch (Abel Ramos Atlanta With Love Mix Remix) – 7:13

## Classifiche
| Classifica(2009)                 | Posizione più alta |
| -------------------------------- | ------------------ |
| Australia                        | 1                  |
| Austria                          | 3                  |
| Belgio (Fiandre)                 | 3                  |
| Belgio (Vallonia)                | 1                  |
| Canada                           | 9                  |
| Colombia                         | 1                  |
| Danimarca                        | 2                  |
| Finlandia                        | 5                  |
| Germania                         | 2                  |
| Italia                           | 8                  |
| Lussemburgo                      | 1                  |
| Nuova Zelanda                    | 2                  |
| Repubblica Ceca                  | 1                  |
| Svezia                           | 4                  |
| Svizzera                         | 2                  |
| Irlanda                          | 2                  |
| Regno Unito                      | 1                  |
| U.S. Billboard Hot 100           | 5                  |
| U.S. Billboard Heatseekers Songs | 2                  |